# 778
778 (DCCLXXVIII) fue un año común comenzado en jueves del calendario juliano, en vigor en aquella fecha.

## Acontecimientos
- Carlomagno, ante su fallido asedio a Zaragoza saquea Pamplona en su retirada.
- Vascos aniquilan a la retaguardia de los francos de Carlomagno en el paso de Roncesvalles.

## Nacimientos
- Ludovico Pío, emperador romano de Occidente y rey de los francos (+ 840)